# Jandaia Esporte Clube
Jandaia Esporte Clube é um clube brasileiro de futebol, fundado em 7 de maio de 1961 e sediado na cidade de Jandaia do Sul, no norte do Estado do Paraná.
Suas cores são o preto e o amarelo e seu mascote é a abelha. Manda seus jogos no Estádio Hermínio Vignoli, com capacidade para 4.000 torcedores.

## Títulos

### Estaduais
- Campeonato Paranaense da Segunda Divisão: 3 vezes (1966, 1969 e 1994). [1]

### Campeonato Amador
- Campeonato Amador da Liga Desportiva de Maringá: 7 vezes (2000, 2001, 2002, 2003, 2005, 2008, 2009)